# 안동 권씨 열녀각
안동권씨 열녀각은 충청북도 청주시 서원구에 있다. 2015년 4월 17일 청주시의 향토유적 제61호로 지정되었다.

## 개요
보성오씨 오대익의 처 안동권씨의 정절을 기리기 위해 세운 정려각이다.